# Sixten Kai Nielsen
Sixten Tobias Kai Nielsen (født 1978 i Hørsholm) er en dansk kunstner, som bor og arbejder i København. I 1997 spillede han hovedrollen i Det store flip af Niels Gråbøl.
I 2001 stiftede han netværket "wooloo.org" med Martin Rosengaard Knudsen og Russell Ratshin .
Siden 2002 har de sammen gennemført en række nationale og internationale kunstprojekter såsom "Defending denmark", "AsylumNYC", "New Life Copenhagen", , "New Life Residency" og har været udstillet på bl.a. Manifesta Biennalen  og Kunsthal Charlottenborg .